# Cantos y danzas de la muerte

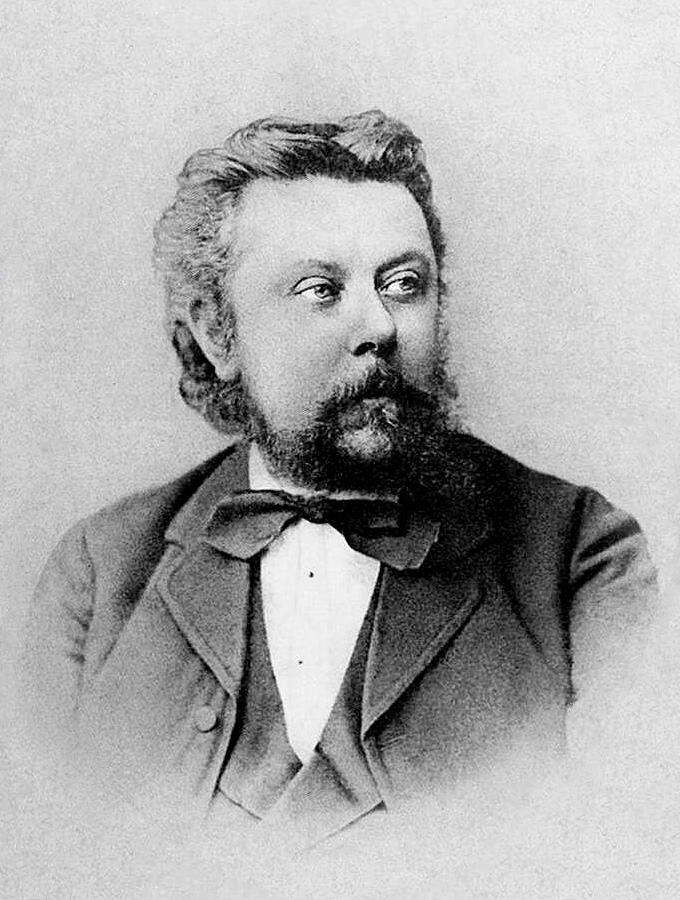
Musorgsky

Cantos y danzas de la muerte (también conocida como canciones y danzas de la muerte, en ruso: Песни и пляски смерти, Pesni i plyaski smerti) es un ciclo de canciones para voz y piano, compuesto por Modest Músorgski en 1870 sobre poemas de Arseni Goleníshchev-Kutúzov, pariente del compositor. Suelen ser interpretadas por bajos o barítonos. Cada canción presenta la muerte en una forma poética aunque las descripciones son realísticas en el sentido de que reflejan experiencias comunes en la Rusia del siglo XIX: la mortalidad infantil o juvenil, el alcoholismo y la guerra. Este ciclo se suele catalogar como la obra maestra de Músorgski en el género.

## Canciones
Las canciones que componen el ciclo son:
1. «Колыбельная» Canción de cuna (1875) (en fa sostenido menor). Una madre mece a su niño enfermo, quien empeora y muere.
2. «Серенада» Serenata (1875) (en mi menor -mi bemol menor). La figura de la muerte espera a través de la ventana la muerte de una mujer a la manera de un devoto amante.
3. «Трепак» Trepak (1875) (en re menor). Un borracho pasea tambaleante en la nieve. Queda atrapado por una tormenta y mientras muere de frío, sueña con el campo en verano.
4. «Полководец» El mariscal de campo (1877) (en mi bemol menor - re menor). La figura de la muerte es dibujada por un oficial responsable de las tropas que han sufrido una terrible batalla.

## Orquestaciones
El compositor tenía la intención de orquestar el ciclo pero no pudo hacerlo. Las primeras orquestaciones las hicieron Aleksandr Glazunov (1 y 3) y Rimski-Kórsakov (2 y 4) poco después de la muerte de Músorgski, y fueron publicadas en 1882. En esta versión 'Trepak' es la primera canción del ciclo.
Dmitri Shostakóvich orquestó el ciclo completo en 1962, dedicándolo a la soprano Galina Vishnevskaya. Esta misma versión fue posteriormente adaptada para bajo y para barítono. Siete años después, Shostakóvich continuó trabajando en el tema escribiendo su sinfonía n.º 14 para soprano, bajo y orquesta de cámara. La orquestación de Shostakovich ejerció una influencia sustancial en muchas de sus últimas obras. 
Otras orquestaciones incluyen las hechas por Ramon Lazkano en 1994 (estrenada por Dmitri Hvorostovsky), y por Kalevi Aho en 2002.

## Grabaciones
Cantos y danzas de la muerte han sido grabados por muchos intérpretes, incluyendo George London, Boris Christoff, Kim Borg, Martti Talvela, Matti Salminen, Anatoly Kotcherga, Paata Burchuladze y  Aage Haugland.